# Mycerinopsis lacteola
Mycerinopsis lacteola là một loài bọ cánh cứng trong họ Cerambycidae.